# Хельги Кольвидссон
Хе́льги Ко́львидссон (исл. Helgi Kolviðsson; род. 13 сентября 1971, Рейкьявик) — исландский футболист и тренер.

## Карьера

### Футбольная
Начинал играть в футбол в исландских командах низших лиг. В 1995 году Хельги переехал в Германию. В дальнейшем исландец провёл несколько сезонов в австрийской Бундеслиге за «Аустрию» из Лустенау и «Кернтен». Кроме того, защитник играл во второй немецкой Бундеслиге в составе клубов «Майнц 05» и «Ульм 1846».
В течение семи лет Хельги Кольвидссон вызывался в расположение сборной Исландии. За неё он провёл 30 игр. Дебютировал в товарищеском матче с Россией на Национальном стадионе в Та-Кали 9 февраля 1996 года (победа россиян 3:0). Последнюю встречу за национальную команду он провёл 19 ноября 2003 года против Мексики (0:0).

### Тренерская
Свою карьеру наставника исландец начал в немецком «Пфуллендорфе». Именно в этой команде он завершил играть в футбол. Затем Хельги несколько лет руководил различными австрийскими коллективами. С 2016 по 2018 год специалист ассистировал Хеймиру Хадльгримссону в сборной Исландии. Вместе они работали на чемпионате мира 2018 года в России. Позднее Хельги Кольвидссон сменил австрийца Рене Паурича у руля сборной Лихтенштейна.